# 쇼프로니
쇼프로니(헝가리어: Soproni)는 헝가리의 맥주 브랜드로, 하이네켄 헝가리에서 양조한다. 예전에는 쇼프론 양조장에서 양조하였다. 헝가리 서부 도시 쇼프론에 본사를 두고 있다.
헝가리에서 판매되는 라거 맥주는 일반적으로 4.5%의 알코올 함량을 가지고 있다.